# Peña Surbia
Peña Surbia es una montaña que se ubica en la frontera entre la León y de Orense, en las proximidades del parque natural del Lago de Sanabria y del Lago de La Baña. Se practica el senderismo. Su altitud es de 2116 m.